# 酒まつり

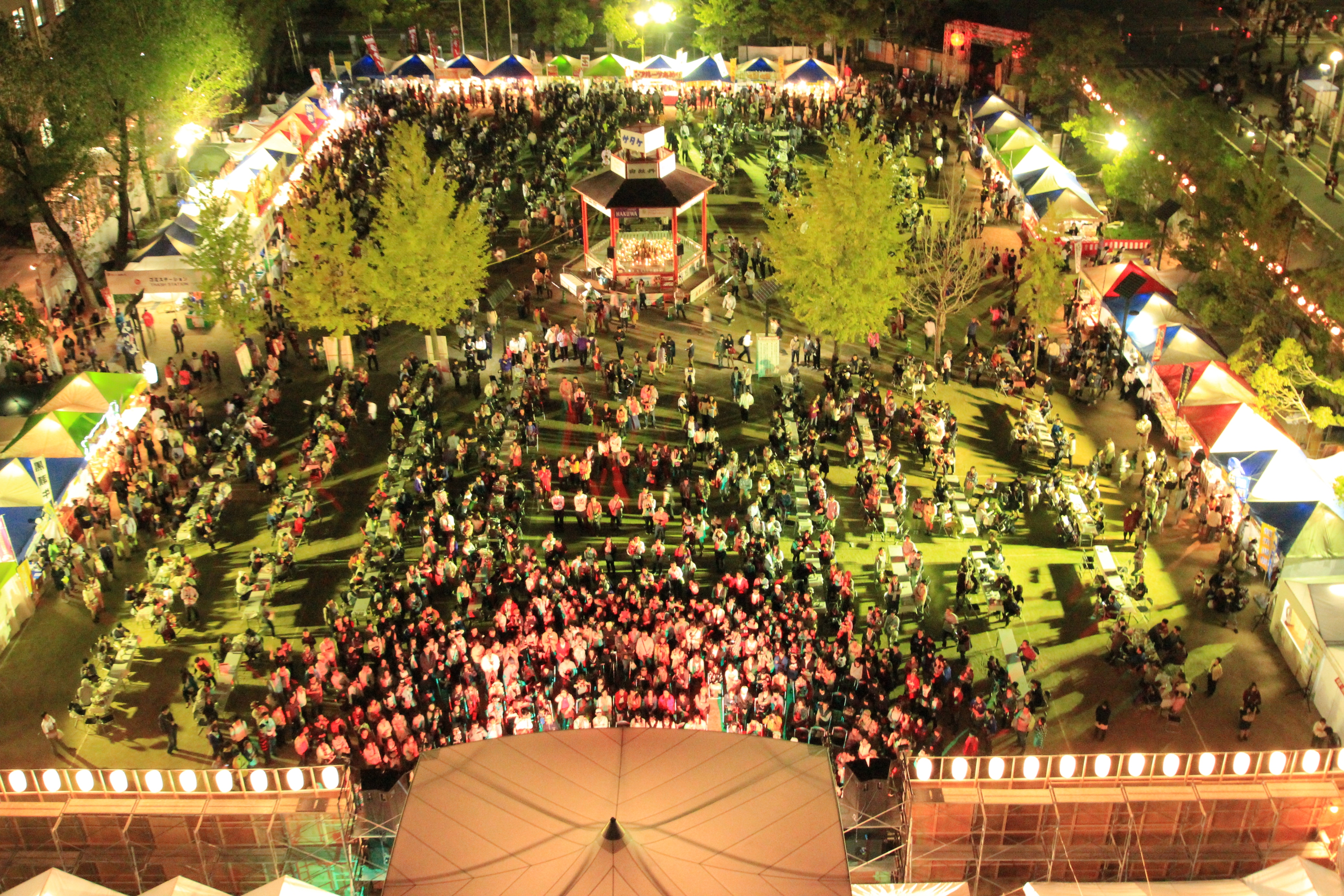
酒まつりの夜

酒まつり（さけまつり）は、毎年10月第2土・日曜の2日間にわたって広島県東広島市西条地区の西条中央公園と西条酒蔵通りを中心にして行われる祭りである。但し、2012年(平成24年)は、体育の日のハッピーマンデーである第2月曜日が8日であるので、併せて3連休となるの10月第1土・日曜の開催となっている(2012年10月6・7日は第1土・日曜である。)。2013年（平成25年）からは再び第2土・日曜に開催される。

## 概要
酒まつりは、1974年に誕生した祭り「みんなの祭り」を、1990年に当時の商工会議所のメンバーが中心となり「酒」をシンボル化させ発展させた祭りである。以来、酒好きはもちろん、酒が飲めない人や家族など幅広い年齢層の人が楽しめる祭りとして酒都西条を代表する一大イベントとなった。毎年両日合わせて20万人が来場する。
西条中央公園がメイン会場。その他、各酒蔵や西条中央公民館などを中心に様々なイベントが催される。

## 主なイベント会場
- 西条中央公園（メイン会場）
  - 酒ひろば（中央公園西側）…全国の銘柄の酒の飲み比べできる会場。有料で予め前売り券か当日券を購入する必要がある。
  - 5千人の居酒屋ひろば（中央公園グラウンド）…イベントメイン会場であり、ステージにて神楽や市民によるパフォーマンスも行われる。2000年代には氷川きよし、嘉門達夫なども大物芸能人もゲストとして招かれた。そのほか地元飲食店や企業の出店も集まる。
- 西条酒蔵通り（当日は歩行者天国）
  - 酒蔵イベント（各酒造会社）…沿道沿いにある酒造会社による酒蔵見学やお酒の試飲・販売、美酒鍋・うどんなどが振る舞われたり、酒蔵コンサートが行われるなど各酒造会社の個性あるイベントが行われる。多くの来場客が集まる。酒造会社以外にも沿道には住民や他業種の企業なども屋台を出店している。
  - KIZUNA会場（賀茂鶴1号蔵）…神楽、JAZZコンサートなどが行われたり、広島FMの協力によるアーティスト出演による公開録音やコンサートが行われる。
- 東広島市役所駐車場
  - 美酒鍋会場…西条名物美酒鍋を1卓4人で囲んで堪能できる。105分の時間制限と時間が区切られており、予約が必要である。酒まつりでも名物コーナーでリピーターも多い。
  - わくわくひろば…ヒーローショーやゲームコーナーなどお酒を飲酒できない子供でも楽しめるイベントが行われる。地元のプロスポーツチーム広島東洋カープやサンフレッチェ広島のブースもある。
- 東広島市中央生涯学習センター（旧：中央公民館）
  - 文化交流会場…大ホールで地元の児童・生徒によるオペラ「白壁の街」、組曲「西條」など酒造りにまつわる曲を披露する酒まつりコンサートが行われる。そのほかロビーにて児童の作品展なども行われる。
- サタケ本社
  - サタケ会場…サタケの精米技術や機械の展示やフリーマーケット、おむすびのGABAの販売や豊栄・福富地区などの産直市やフリーマーケットや食育イベントなども行われる。

## 交通機関
- JR西日本山陽本線西条駅が最寄り駅である。メイン会場の中央公園までは徒歩5分、酒蔵通りは駅手前にある。
  - 祭り期間中は広島～西条間にて臨時列車が運行される。臨時列車は3番乗り場で折り返し運転。このほか混雑を避けるために警備員などの配置も行われたり改札口での入場・出場の列を分けている。2012年度、2013年度の仮駅舎時代は臨時の改札口が設けられた。
- 周辺道路のうち西条駅前ロータリーとブールバール西条駅南口～中央生涯学習センター間、中央生涯学習センター前の市道や酒蔵通りなどは開催時間帯は歩行者天国になるため全面通行止めとなる。
- 会場となる西条中心部には駐車できるスペースも限られるため広島大学周辺に臨時駐車場が設けられる。臨時駐車場～会場までのシャトルバスの運行も行われる。

## テーマソング
「CHEERS !  （乾杯）」
作詞 菜穂
作曲 Taja
ギター・プログラミング 狩野佑次
ベース 小谷堅
製作 有限会社イーストシティ
制作 酒まつり実行委員会